# 花と泉の公園
花と泉の公園（はなといずみのこうえん）は、岩手県一関市花泉町にある一関市立の植物園。1995年東北最大級のぼたん園として開園。東北有数の植物園である。

## みどころ
- ぼたん園・しゃくやく園
  - 園内には約300種4000本の牡丹を中心とし、約40種3000株の芍薬（しゃくやく）が植栽されている。
- 花拓里の館
  - 駐車場奥には茅葺（かやぶき）屋根の古民家が移築されており、内部の見学・休憩ができる。
- キッズランドモーリー
  - 2000年東北初の大型ベゴニア鑑賞温室（一部2階建て約200坪）を開館。2021年施設老朽化に伴い、ベゴニア鑑賞温室を閉館[4]。その後、改修工事を経て2022年6月に無料で遊べる屋内型子ども広場「キッズランドモーリー」としてリニューアルオープン[5]。

### ぼたん・しゃくやく祭り
４月下旬から約1ヶ月間開催。2010年にはイラストレーター・かゆらゆかが、母親が旧花泉町出身である縁よりポスターを作成し「萌えおこし」として話題になった。ポスターに描かれたイメージキャラクターの姉妹は一般公募により花恋（かれん）・泉美（いずみ）と命名され、キャラクター商品も販売されている。

## その他
- 交流施設「れいなdeふろーれす」にてフラワーアレンジなどの体験が可能（要予約）。
- 物産販売コーナー
- 障害者用スロープ・トイレ有り

## 開園時間・休園日
- 開園時間
  - 9時 - 17時
- 休園日
  - 3月 - 10月：無休
  - 11月 - 2月：毎週水曜日
  - 年末年始

## 入園料
- ぼたん・しゃくやく祭り期間中（開花状況により変動）
  - ぼたん園　大人 ：700円
  - 　　小・中学生 ：350円
  - 障害者：350円（同伴者1名：350円）※障害者手帳提示により
  - ※15名以上の団体1割引

## アクセス
- 鉄道
  - JR東北新幹線一ノ関駅より車で25分
  - JR東北新幹線くりこま高原駅より車で30分
  - JR東北本線花泉駅より車で10分
- 自家用車
  - 東北自動車道一関ICより車で30分
  - 東北自動車道若柳金成ICより車で30分